# エロくないのにエロく聴こえる歌 〜しこたまがんばれ!〜
『エロくないのにエロく聴こえる歌 〜しこたまがんばれ!〜』（エロくないのにエロくきこえるうた  〜しこたまがんばれ!〜）は、2010年3月17日に発売されたキャンパスナイターズの1枚目のシングル。

## 背景
フジテレビ系の深夜バラエティ番組『キャンパスナイトフジ』に出演している現役女子大生27名の「キャンパスナイターズ」による番組オリジナルソングである。2010年1月1日、『キャンパスナイトフジ』スペシャルのオープニングにてスタジオ生ライブで初披露される。以後、番組のオープニングテーマとして起用されている。
2010年3月17日の発売日には、メンバーをA班、B班に分け、それぞれ別会場にてデビューイベント「キャンパスナイターズのエロくないトーク&握手会」が開催された。

## チャート成績
2010年3月29日付けのオリコン週間ランキングで推定売上4408枚で初登場16位。
デイリーランキングでは、最高6位まで上昇した。

## 収録曲
| #  | タイトル                                                                   | 作詞                 | 作曲    | 時間 |
| -- | -------------------------------------------------------------------------- | -------------------- | ------- | ---- |
| 1. | 「エロくないのにエロく聴こえる歌 〜しこたまがんばれ!〜」                   | キャンパスナイターズ | S.P.E.O | 3:46 |
| 2. | 「ばいなら またね」                                                        | 鈴木善貴             | 宮﨑歩  | 6:14 |
| 3. | 「エロくないのにエロく聴こえる歌 〜しこたまがんばれ!〜」(Original Karaoke) | キャンパスナイターズ | S.P.E.O | 3:46 |
| 4. | 「ばいなら またね」(Original Karaoke)                                      | 鈴木善貴             | 宮崎歩  | 4:50 |

| #  | タイトル                                                                | 作詞 | 作曲・編曲 |
| -- | ----------------------------------------------------------------------- | ---- | ---------- |
| 1. | 「エロくないのにエロく聴こえる歌 〜しこたまがんばれ!〜」(Video Clip)    |      |            |
| 2. | 「エロくないのにエロく聴こえる歌 〜しこたまがんばれ!〜」(振り付けVideo) |      |            |

## チャート
| チャート（2010年）   | 最高順位 |
| -------------------- | -------- |
| オリコン週間チャート | 16       |